# Mimas extincta
Mimas extincta är en fjärilsart som beskrevs av Otto Staudinger 1901. Mimas extincta ingår i släktet Mimas och familjen svärmare. Inga underarter finns listade i Catalogue of Life.